# Fortificazioni di Bruxelles

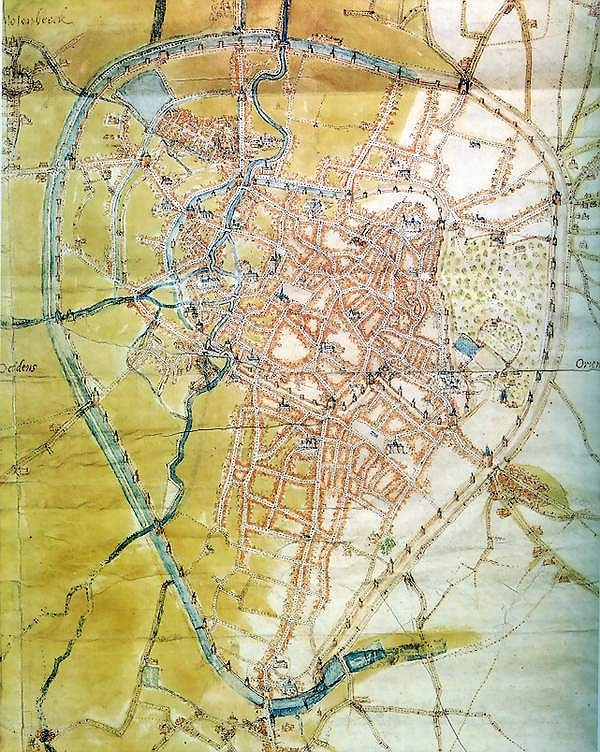
Una mappa di Bruxelles nel 1555, mostrante entrambe le cinte murarie della città: la prima, la più interna, e la seconda, quella più esterna.

Le principali fortificazioni di Bruxelles consistettero in due cinte murarie intorno alla città di Bruxelles: la prima, costruita all'inizio del XIII secolo, e la seconda, completata nel tardo XIV secolo e poi modernizzata nel corso del XVII secolo. Al giorno d'oggi solo alcuni tratti di entrambe le cinte murarie sono ancora visibili.

## Le prime mura

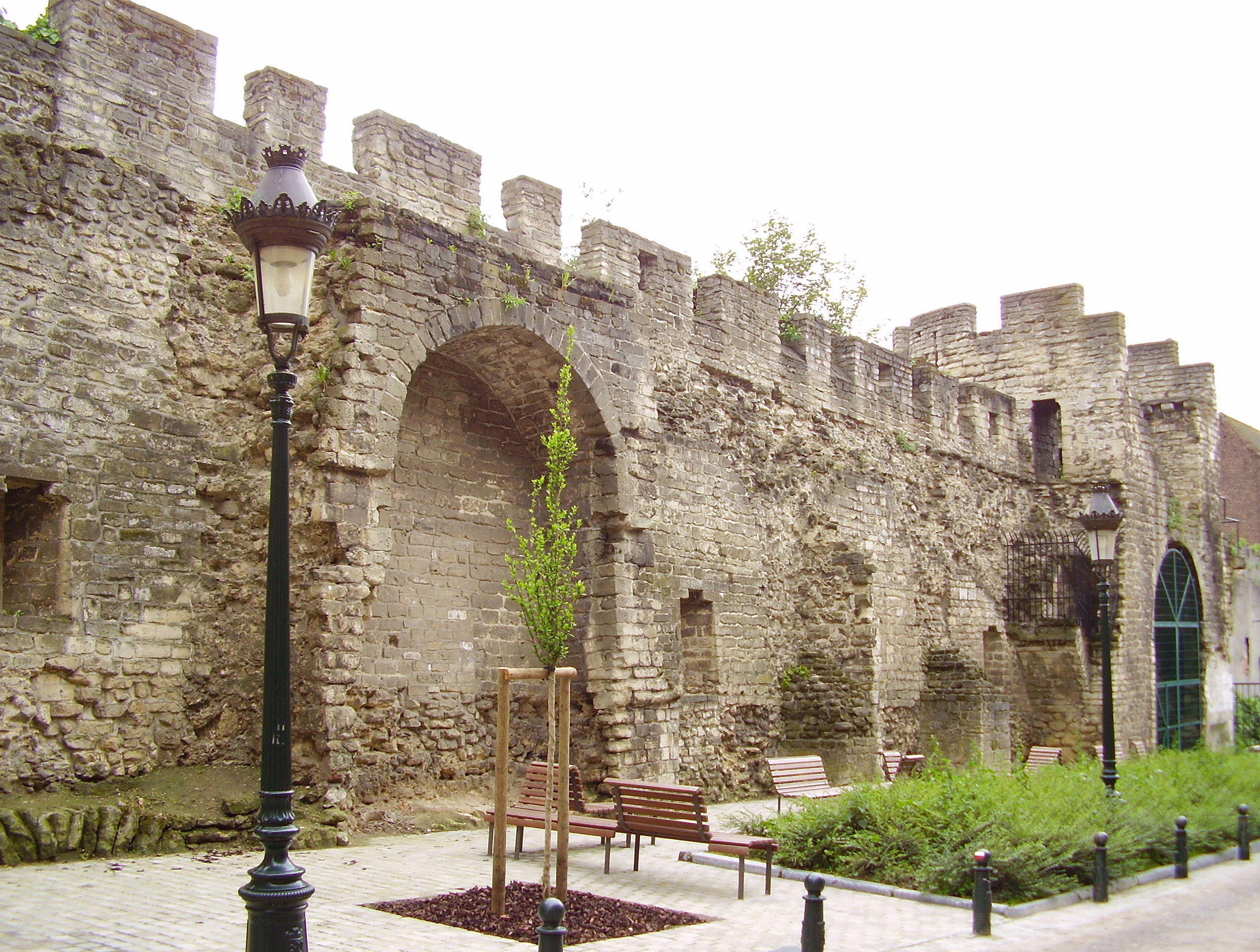
Una sezione della prima cinta muraria vista dal dietro

La prima cinta muraria di Bruxelles (in olandese eerste stadsomwalling, in francese première enceinte) era composta da una serie di fortificazioni erette intorno alla città all'inizio del XIII secolo; il centro abitato si espanse rapidamente al di fuori di esse, e a partire dal 1356 iniziarono i lavori per una seconda più larga cinta muraria per meglio difendere e circondare la città: la prima cinta muraria divenne quindi superflua e fu in gran parte smantellata tra il XVI e il XVIII secolo. Oggi solo poche isolate porzioni delle prime mura posso ancora essere osservate.

### La costruzione

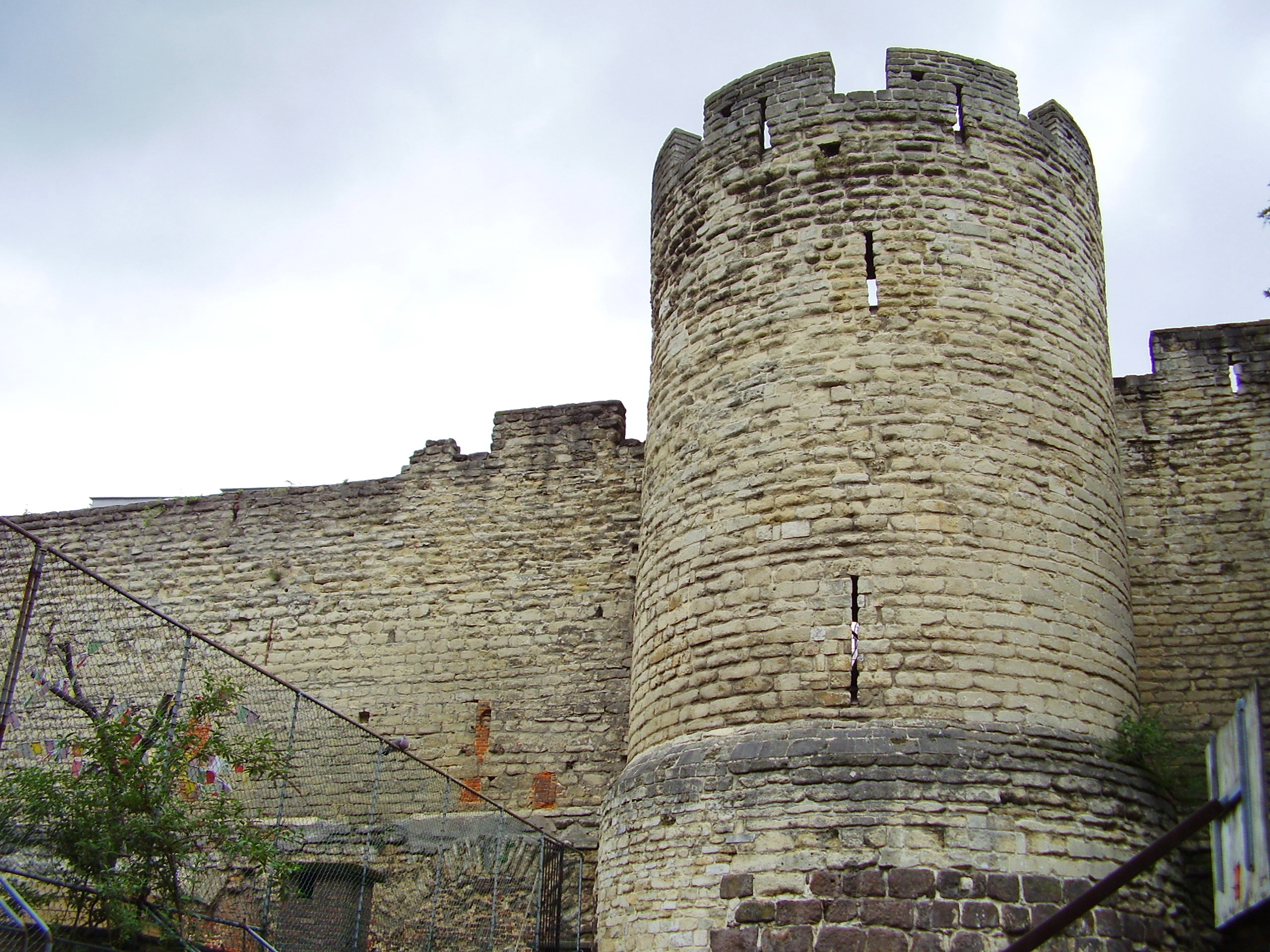
La torre di San Giacomo vista da fuori le mura

La costruzione delle prime mura di Bruxelles prese avvio sotto il regno di Enrico I, primo duca di Brabante. Le date di avvio e di conclusione dei lavori non sono note con precisione, ma è noto che la costruzione stessa richiese diverse decadi per essere portata a compimento; da varie mappe storiche è invece stato possibile ricostruire con notevole precisione il percorso delle mura.
Le mura erano lunghe 4 chilometri. A ovest, le mura circondavano il sito della prima fondazione della città di Bruxelles: l'isola di Saint-Géry, la Grand Place e il primo ponte sulla Senne; le mura si estendevano poi sulle colline a est della città, comprendendo al loro interno la prima Concattedrale di San Michele e Santa Gudula (poi una Collegiata) sulla collina di Treurenberg e il palazzo ducale di Coudenberg.
Le mura erano inizialmente costituite da un terrapieno con alla sommità una palizzata di legno; queste furono poi rimpiazzate da un muraglione in pietra alto 10 metri e spesso da 1 a 2,5 metri. Le mura erano sostenute da pilastri a pianta quadrata ogni quattro metri, collegati da una fila di archi di sostegno: questi erano sepolti sotto un astragalo, e sostenevano la parete principale la quale era dotata di un certo numero di balestriere al suo interno. Una seconda arcata sosteneva un parapetto dotato di merli dove i difensori delle mura potevano prendere posizione; davanti alle mura era poi scavato un ampio fossato, che in alcuni tratti poteva essere allagato. Per tutta la lunghezza delle mura erano collocate 40 torri difensive, che si aggiungevano a sette porte principali difese da cancelli e cinque entrate più piccole.

### L'invasione fiamminga

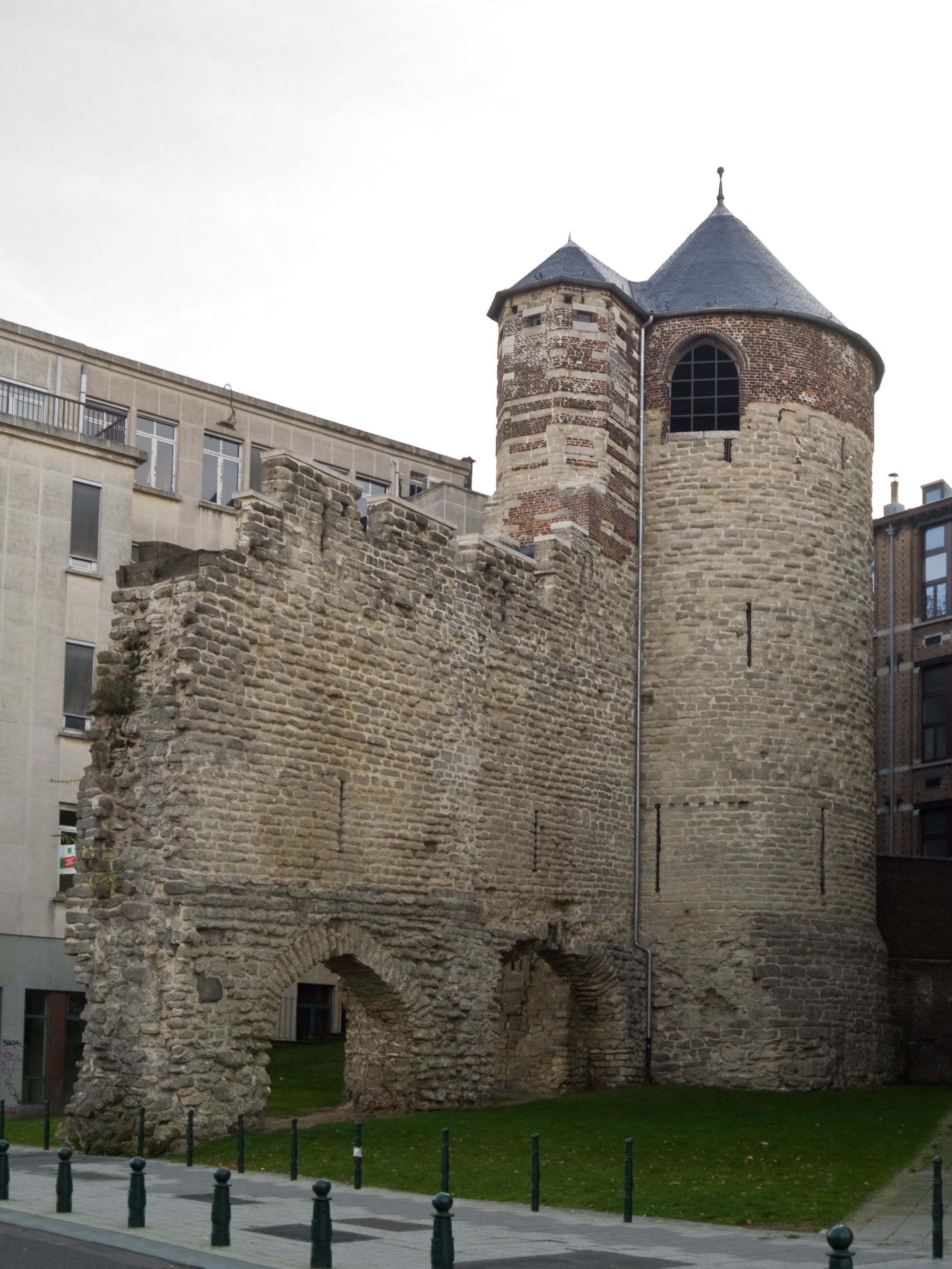
La torre di Anneessens vista da fuori le mura

La morte del duca Giovanni III di Brabante nel 1355 scatenò una crisi per la sua successione: con entrambi i suoi figli maschi già morti, Giovanni lasciò il trono a sua figlia Giovanna di Brabante e a suo marito Venceslao I di Lussemburgo; il conte Luigi II, signore delle Fiandre, aveva però sposato la sorella più giovane di Giovanna, Margherita, e avanzò quindi pretese sul trono di Brabante: Luigi invase quindi il Brabante e prese rapidamente Bruxelles, alzando il suo stendaro con il leone di Fiandre nel centro della Grand Place. Le mura della città offrirono relativamente poca protezione.
Nella notte del 24 ottobre 1356, un gruppo di patrioti del Brabante guidati dal brussellese Everard t'Serclaes, scalò le mura di Bruxelles e cacciò la guarnigione fiamminga dalla città; ciò rese possibile per Venceslao e Giovanna di fare poi la loro "Gioiosa entrata" a Bruxelles e di rilasciare un documento considerato l'equivalente della Magna Carta per i Paesi Bassi.

## La seconda cinta muraria

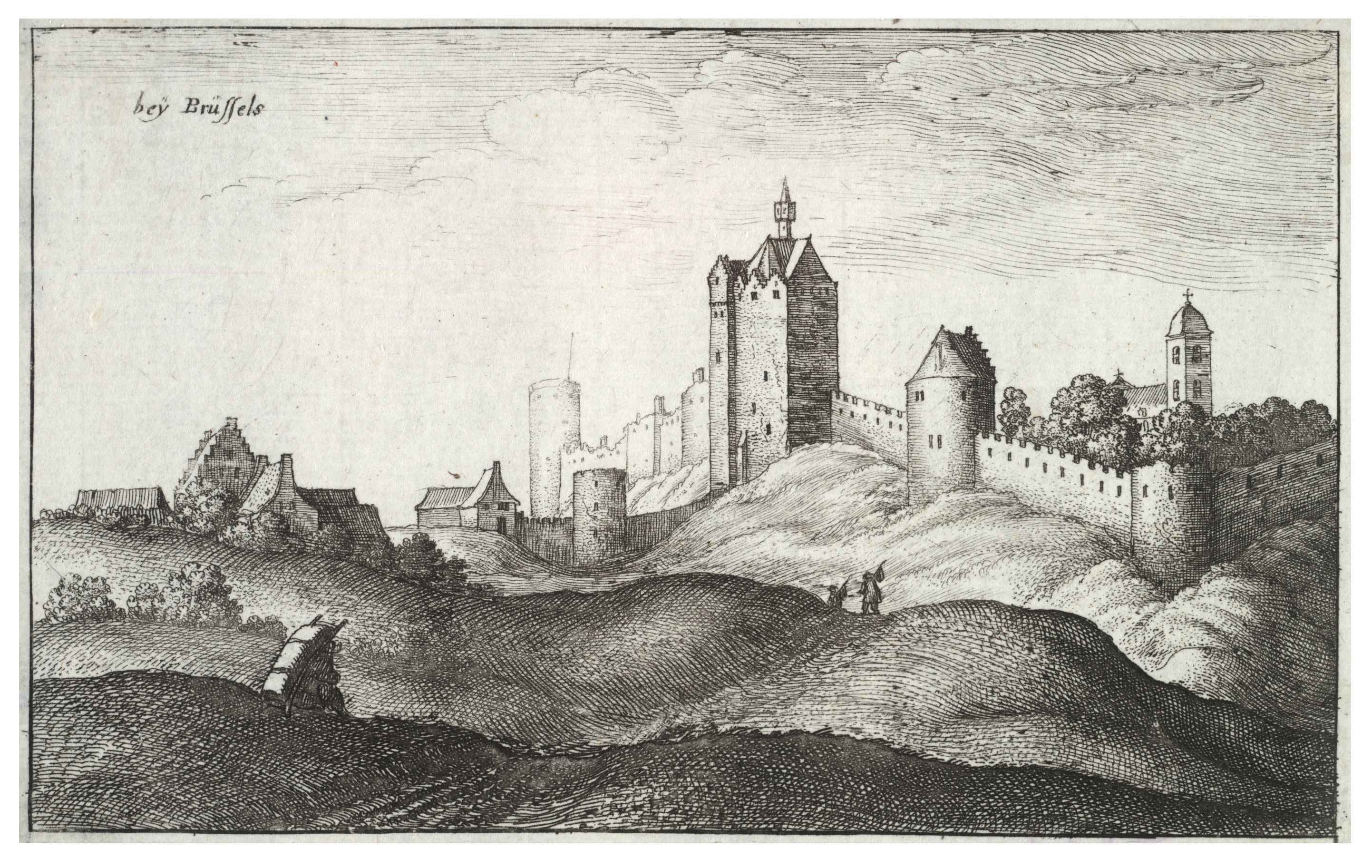
Stampa del XVII secolo di Wenceslas Hollar illustrante le mura di Bruxelles

Sin dalla costruzione della prima cinta muraria, il centro abitato di Bruxelles era cresciuto esponenzialmente ed era diventato più importante; le prime mura non erano più in grado di contenere le nuove costruzioni e la città aveva cominciato a diffondersi al di fuori di esse. Divenne ben presto chiara la necessità di disporre di nuove difese, meglio adatte all'epoca corrente, e subito dopo la crisi di successione del Brabante le autorità cittadine decisero di avviare la costruzione di una nuova cinta muraria; lo stesso Everard 't Serclaes, ora nominato schepen ("aldermanno"), fu tra coloro che più contribuirono a prendere questa decisione.
La seconda cinta muraria di Bruxelles (in olandese tweede stadsomwalling, in francese seconde enceinte) fu eretta tra il 1356 e il 1383. Le nuove mura raggiunsero una lunghezza di quasi 8 chilometri, andando a circondare le nuove borgate della città e i campi coltivati che rifornivano il centro cittadino; le mura erano integrate da 72 torri semicircolari e da sette porte principali costruite in corrispondenza delle porte delle vecchie mura. Il progetto della seconda cinta fu monumentale e la sua realizzazione rappresentò una notevole impresa per l'epoca: lo schema delle mura era abbastanza tipico delle difese medievali prima dell'introduzione della polvere da sparo, ed era circondato da un fossato nelle zone basse della città. Le due cinte murarie coesistettero fino al XVI secolo, quando iniziò lo smantellamento della prima cinta.

### Evoluzione delle difese

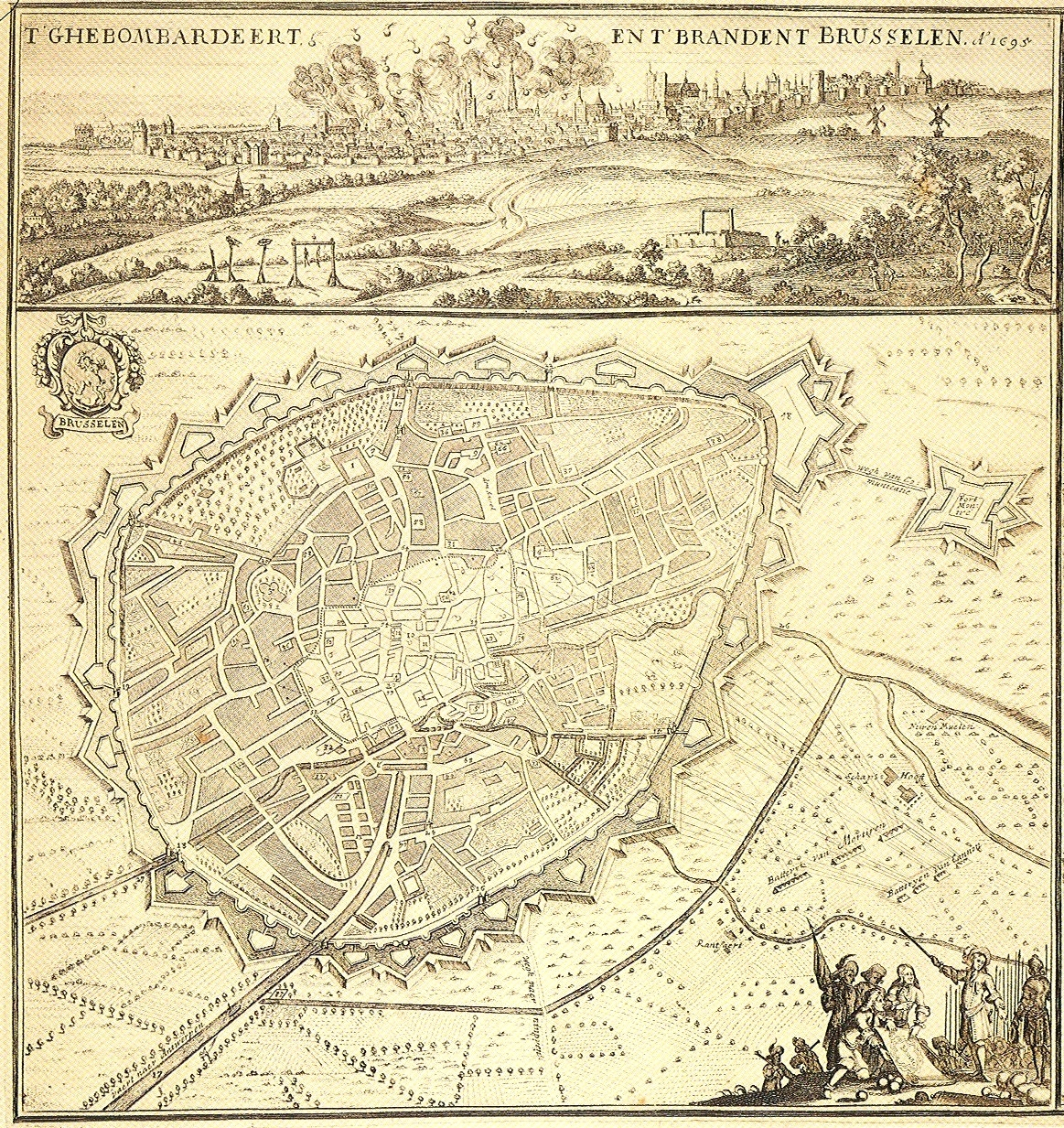
Mappa di Bruxelles immediatamente dopo il bombardamento del 1695: le zone bianche al centro sono le aree distrutte dal cannoneggiamento dei francesi, mentre il Forte Monterey è visibile sulla destra.

Nel XVI secolo Bruxelles disponeva di sette porte principali nominate in base alla destinazione della strada che usciva da esse: Laeken, Fiandre, Anderlecht, Halle, Namur, Lovanio e Schaerbeek; un'ottava porta, detta "del Canale", fu aggiunta nel 1561 per garantire l'accesso al porto di Bruxelles dall'appena realizzato Canale di Willebroek.

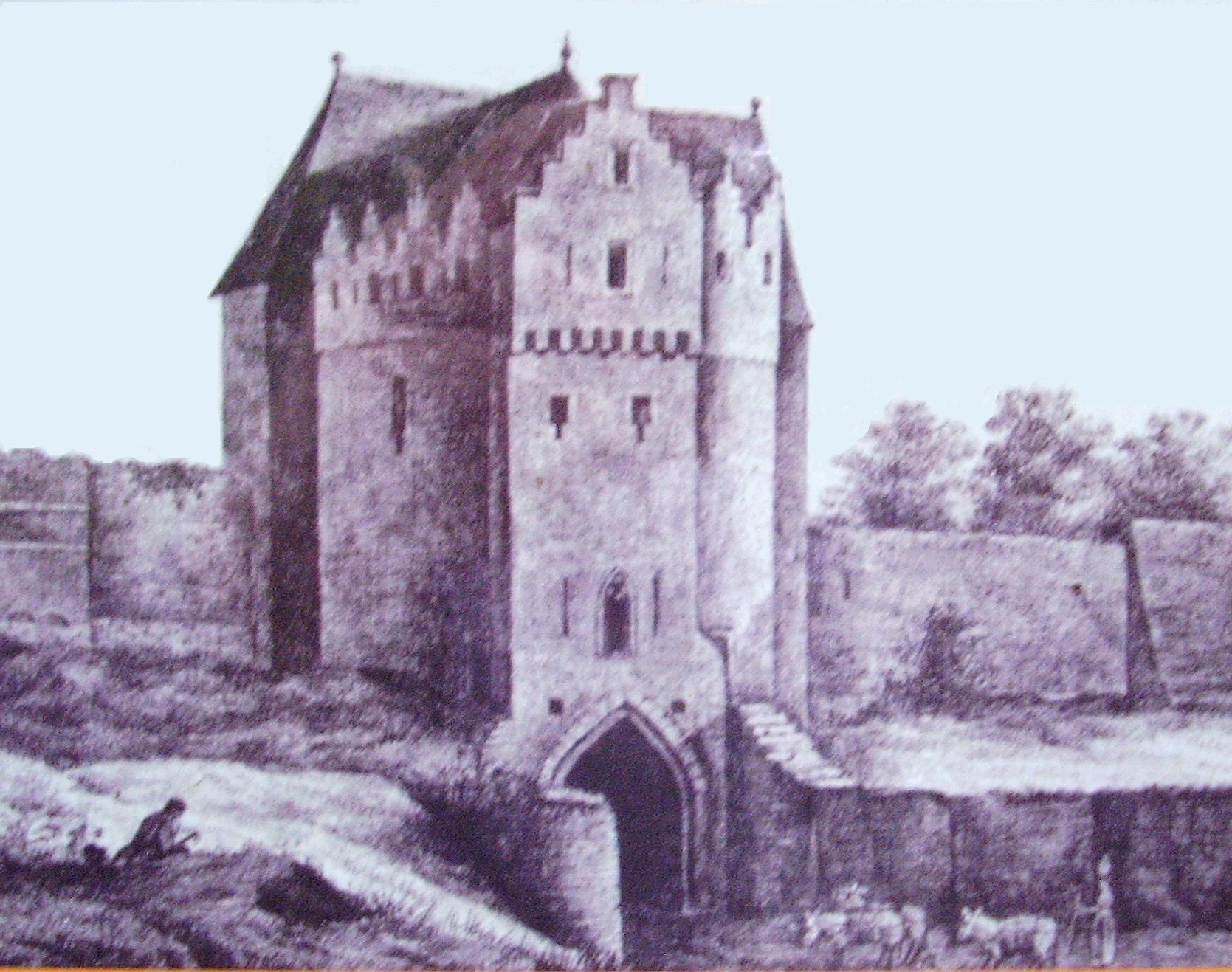
La Porta di Schaerbeek nel 1612

Nel XVI e XVII secolo, le nuove tecniche d'assedio e l'avvento dell'artiglieria forzarono la città a modernizzare le sue difese al fine di trattenere potenziali attacchi a una distanza di sicurezza dalla cinta muraria: ciò portò all'aggiunta alle mura vere e proprie di bastioni e rivellini. Il più importante lavoro di potenziamento fu la costruzione del Forte Monterey, dal nome del conte spagnolo responsabile della modernizzazione delle difese: il forte fu costruito tra il 1672 e il 1675 sull'altura di Obbrussel ("Bruxelles Alta", oggi Saint-Gilles) a sud della Porta di Halle dai genieri militari Merex e Blom. Come il resto delle fortificazioni cittadine, tuttavia, il forte si rivelò incapace di impedire il bombardamento di Bruxelles dal 13 al 15 agosto 1695 da parte delle truppe francesi, nell'ambito della guerra della Grande Alleanza, e l'occupazione della città sempre da parte dei francesi nel febbraio 1746 durante la guerra di successione austriaca; quest'ultimo assedio lasciò le fortificazioni cittadine in rovina.
Per quell'epoca le attività d'assedio avevano ormai perso importanza nell'arte della guerra: con la crescita dei commerci e il miglioramento della rete stradale, le fortificazioni ormai non era più capaci di impedire il transito dentro e fuori della città. Nel 1782 l'imperatore Giuseppe II d'Asburgo-Lorena ordinò lo smantellamento di gran parte delle fortificazioni dei Paesi Bassi, incluse quelle di Bruxelles; i lavori di smantellamento delle difese esterne iniziarono dalla zona orientale della città: il Forte Monterey fu venduto e distrutto, e tutte le fortificazioni delle porte furono rase al suolo tranne quelle della Porta di Laeken e della Porta di Halle. Nel 1795, con l'invasione francese durante le guerre rivoluzionarie e l'annessione del Belgio alla Prima Repubblica francese, i lavori di demolizione furono sospesi per poi ripartire dopo un ordine di Napoleone Bonaparte nel 1804: la Porta di Laecken fu demolita nel 1808, e un'ordinanza del 19 maggio 1809 emanata da Napoleone dispose lo smantellamento delle mura della seconda cinta al fine di rimpiazzarle con dei boulevard, anche se la caduta del Primo Impero francese nel 1814 impedì l'esecuzione di questa disposizione.

## La costruzione del Piccolo anello

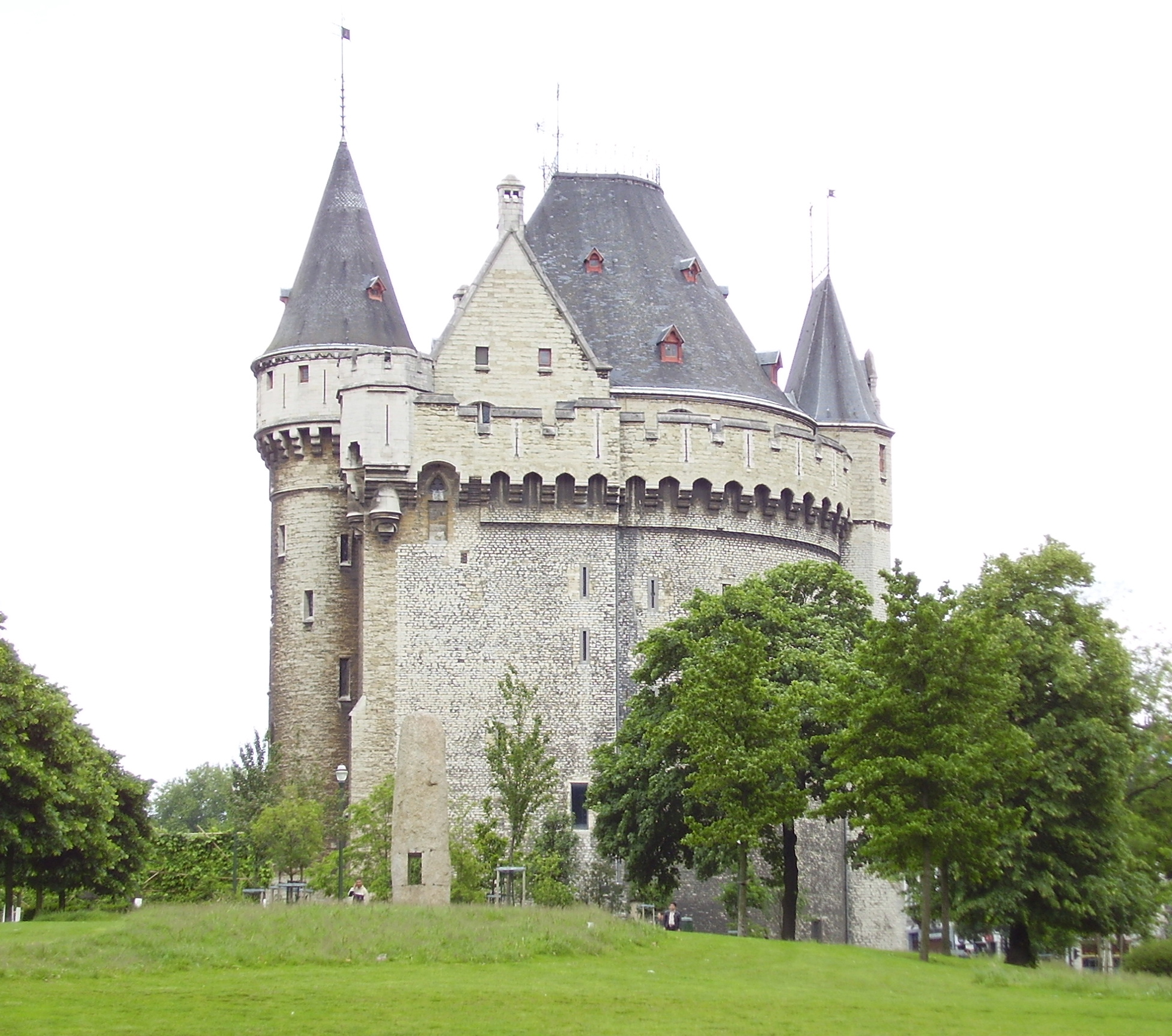
La Porta di Halle nel 2006

Con il ritorno della stabilità, nel 1818 le autorità cittadine organizzarono un concorso per pianificare la demolizione dei bastioni restanti e il loro rimpiazzo con dei boulevard adatti alle esigenze della vita contemporanea della città. Fu poi selezionata la proposta di Jean-Baptiste Vifquain: questa prevedeva la costruzione di piazze e boulevard con spazi per camminare, una strada principale, strade laterali parallele e da due a quattro filari di alberi a foderare il percorso; fu tuttavia deciso di mantenere intorno al centro abitato una barriera con un fossato, dotata di case doganali presso gli ingressi per consentire la tassazione dei beni commerciali in entrata nella città. Fu inoltre prevista l'estensione del canale sul lato ovest del centro abitato, ma ciò non fu portato a termine fino alla costruzione del Canale Bruxelles-Charleroi attorno al 1830. I lavori furono finanziati tramite la vendita dei terreni lasciati liberi dai lavori di demolizione, anche se ciò richiese più di venti anni per essere portato a termine.
Nel 1830, con l'indipendenza del Belgio, i lavori di demolizione avevano raggiunto le fortificazioni della Porta di Halle: sin dalla sua dismissione come difesa militare, la porta aveva servito come prigione e poi come magazzino per materiali di archivio, e il nuovo governo belga decise di risparmiarla dalla demolizione; la strada appena dentro la porta fu sollevata di 3 metri, il che la rese impraticabile per i veicoli. Dal 1868 al 1871, con l'avvio della modernizzazione della città, l'architetto Hendrik Beyaert, con poco riguardo per l'accuratezza storica, trasformò l'austera torre medievale in una sorta di castello neogotico, che meglio si adattava con la percezione romantica del Medioevo che avevano i contemporanei.
Nel 1860 la barriera doganale attorno alla città fu rimossa, eliminando l'ultima separazione tra il centro cittadino e i sobborghi; le case doganali alla Porta di Anderlecht e alla Porta di Ninove furono le uniche lasciate in piedi, mentre quella posta alla Porta di Namur fu spostata alla fine di Avenue Louise all'entrata del Bois de la Cambre.
Anche se modificata, la Porta di Halle rimane l'unico resto della seconda cerchia muraria di Bruxelles. Il corso delle vecchie mura è oggi seguito dal cosiddetto "Piccolo anello", il sistema stradario che circonda il moderno centro storico di Bruxelles; uno dei tunnel principali della Metropolitana di Bruxelles fu poi scavato sotto il vecchio tracciato della seconda cinta muraria.